# Drosophila parasaltans (artundergrupp)
Drosophila parasaltans är en artundergrupp som innehåller två arter. Artundergruppen ingår i släktet Drosophila, undersläktet Sophophora och artgruppen Drosophila saltans.
Av artundergrupperna inom artgruppen Drosophila saltans är artundergrupperna Drosophila parasaltans och Drosophila saltans de som är närmast släkt och de som senast divergerade från resten av artundergrupperna.

## Lista över arter i artundergruppen
- Drosophila parasaltans
- Drosophila subsaltans